# Сосуа
Сосуа (исп. Sosúa) — город и муниципалитет в Доминиканской Республике, расположенный в провинции Пуэрто-Плата. Он граничит с муниципалитетом Вилья-Монтеллано на западе, с муниципалитетом Сан-Фелипе-де-Пуэрто-Плата на юго-западе, с провинцией Эспайльят на востоке и с севера омывается водами Атлантического океана. Сосуа расположен в 240 км от столицы страны Санто-Доминго и в 25 км от Сан-Фелипе-де-Пуэрто-Платы.

## История
В 1938 году на Эвианской конференции доминиканский диктатор и тогдашний действующий президент государства Рафаэль Трухильо сообщил о том, что он готов принять у себя в стране до 100 000 еврейских беженцев; в итоге около 800 немецких и австрийских евреев получили визы от доминиканского правительства между 1940-м и 1945-м годами и нашли убежище, поселившись в Сосуа. Правительство предоставило беженцам землю вместе с её ресурсами, в результате поселенцы основали сыро-молочный завод, функционирующий и поныне и известный как «Productos Sosúa». В 1960-е годы еврейские поселенцы были вытеснены со своих полей доминиканскими крестьянами, большинство перебралось в более безопасные для себя Израиль и США. Тем не менее, потомки первых поселенцев до сих пор проживают в Сосуа, следя за местными синагогой и музеем.

## Туризм
С середины 1980-х годов начинается развитие города в качестве туристического центра. Способствовала этому одна из наиболее удобных и защищённых бухт на северном побережье страны, по своей форме напоминающая полумесяц. Известен местный пляж Чикита. В 1990-е и 2000-е годы Сосуа стал излюбленным местом для секс-туризма. В конце 2000-х предпринимаются попытки покончить с этой отраслью на курорте.

## Достопримечательности
- Музей еврейской культуры